# NGC 5237
NGC 5237 هو اصطدام مجري، يقع في كوكبة قنطورس. اكتشف في 3 يونيو عام 1834 .وقد اكتشفه جون هيرشل .

## روابط خارجية
- NGC 5237 على موقع ويكي سكاي: DSS2, SDSS, GALEX, IRAS, Hydrogen α, X-Ray, Astrophoto, Sky Map, Articles and images